# The Brussels Business (Film)
The Brussels Business – Wer steuert die Europäische Union? ist ein Dokumentarfilm von Friedrich Moser und Matthieu Lietaert über den Mangel an Transparenz und den Einfluss von Lobbyisten auf den Entscheidungsfindungsprozess in Brüssel, der Hauptstadt der Europäischen Union.

## Handlung
Der Film verzichtet auf einen wertenden Kommentar oder die Stimme der Interviewer. Die Personen (siehe Besetzung) äußern sich direkt in Interviews, in Begleitung eines Kamerateams oder aus dem Off zu bestimmten Sachverhalten und Themen.
Pascal Kerneis war zunächst neun Jahre für den Europäischen Bankenverband (European Banking Federation) tätig. Er schuf das European Services Forum (ESF) als Pendant zum European Round Table (ERT), da für die Dienstleistungsindustrie zur damaligen Zeit keine gemeinsame Interessenvertretung existierte.
Aus Sicht von Leon Brittan war eine gemeinsame Interessenvertretung der Dienstleistungsindustrie, wie sie in den USA bereits existierte, auch in der EU ein notwendiger Schritt, denn auch die Europäische Kommission ist auf die Ideen und Vorschläge der Lobbyisten angewiesen.
Als Geschäftsführer des ESF vertritt Pascal Kerneis rund 80 % der in der EU angesiedelten Dienstleistungsexporteure und -investoren und damit ca. 60 Mio. Arbeitnehmer mit einem Umsatz von 50 % des BIP der EU.
Lobbying bezeichnet er als „Netzwerken“, denn es geht vor allem um den Kontakt zwischen Menschen. Die Arbeit von Lobbyisten definiert er im Wesentlichen als Einflussnahme auf Gesetzesentwürfe, als Hinwirken zur Abänderung von Gesetzestexten und als gezielte Platzierung von Ideen und Vorschlägen. Gemeinsames Ziel mit internationalen Konzernen ist die Marktöffnung und der Beseitigung von Handelsbarrieren.
Die Vorteile für Lobbyisten in Brüssel sind zum einen, dass ein Großteil der Gesetze für die europäischen Nationalstaaten aus Brüssel kommt und dass internationale Verträge, die von der EU unterzeichnet werden, für die europäischen Länder bindend sind. Lobbyismus ist aus seiner Sicht notwendig, da die Regierungen auf direkte Informationen der Industrie und Dienstleistungsbetriebe angewiesen sind.
Olivier Hoedeman bezeichnet den Prozess der Entscheidungsfindung in der EU als fragil und leicht manipulierbar, hinter dem im Geheimen eine regelrechte Industrie von Lobbyisten operiert. Nach Washington, D.C. wirkt in Brüssel, mit geschätzten 2500 Lobbyorganisationen und 15000 Lobbyisten die zweitgrößte Lobbyindustrie weltweit. Anlaufstelle für Lobbyisten ist in erster Linie die Europäische Kommission. Seit 20 Jahren geht er den Fragen nach, wer die Lobbyisten sind, die Einfluss auf Entscheidungen der Kommission nehmen, wie sie dabei vorgehen und in welchen Verbindungen sie zur Elite der EU stehen.

### Entstehung und Einfluss des ERT
Anfang der 90er war Olivier Hoedeman als Umweltschützer in einer NGO aktiv. Dabei wurden sie auf eine Reihe von EU-Bestimmungen aufmerksam, die direkt von der Industrie bestimmt worden waren. Daraufhin gründeten sie eine Gruppe, das Corporate Europe Observatory (CEO), mit dem Ziel solche Fälle zu dokumentieren und eine Strategie zu entwickeln, um den exzessiven Einfluss der Lobbyisten zurückzudrängen.
Im Sommer 1993 stellten sie fest, dass hinter dem Projekt „Transeuropäische Netze“ der European Round Table stand. Das Programm der Europäischen Kommission war lediglich eine Kopie des Vorschlags des ERT.
Étienne Davignon dagegen bemängelte früh, dass es nicht genug Kontakt zwischen der Kommission und der Industrie gab. Mit wichtigen Chefs europäischer Konzerne gründete er den ERT, in Zusammenarbeit mit dem damaligen Kommissionspräsidenten Jacques Delors.
Nach einem Jahrestreffen des CEO im Dezember 1993 besetzen sie das Büro des ERT. Keith Richardson, damaliger Generalsekretär des ERT, ließ sie gewähren, was der Gruppe die Möglichkeit gab, einige Dokumente zu kopieren, die den Einfluss des ERT auf Entscheidungen der EU und die enge Zusammenarbeit zeigten. Mit Hilfe der Presseliste des ERT faxten sie eine von ihnen verfasste Pressemitteilung über die Tätigkeiten des ERT an internationale Medien, was jedoch auf äußerst geringes Interesse der Medien stieß.
Laut Olivier Hoedeman versuchte der ERT vor allem den Binnenmarkt, die Währungsunion und einen flexiblen Arbeitsmarkt einzuführen und Sparmaßnahmen und Infrastrukturprojekte durchzusetzen.
Da in den USA vorwiegend Unwissenheit oder Unsicherheit gegenüber dem Binnenmarktprogramm herrschte, interessierte sich die Politikwissenschaftlerin Maria Green Cowels für den ERT. Der große Einfluss des ERT wurde von ihr in einer Arbeit bestätigt, die ebenfalls auf Dokumenten des ERT basiert, zu denen ihr Keith Richardson Zugang gab. Nachdem Europa in den 80er Jahren wirtschaftlich abgeschlagen hinter den USA und Japan gelegen war, war das Projekt Europäische Netze unter anderem von Pehr Gyllenhammar, dem damaligen Chef von Volvo und Gründungsmitglied des ERT, als eine Art Marschall-Plan für Europa angedacht. Die Durchsetzungskraft und Macht des ERT zeigte auch ein Fax des damaligen Chefs von Philips Wisse Dekker, das er kurz vor der Unterzeichnung der Europäischen Einheitlichen Akte an alle Staatsoberhäupter schickte. Im sogenannten „Dekker Telegramm“ schrieb er, dass eine mögliche Konsequenz der Nichteinführung des Binnenmarkts die Abwanderung von Unternehmen sei.
Der CEO fasste die Ergebnisse der weiteren Untersuchungen in einem Buch mit dem Titel „Europa, Inc.“ zusammen, das sie zeitgleich mit dem EU-Gipfel in Amsterdam veröffentlichten, aber auf kein mediales Interesse stieß.
Laut Pascal Kerneis führte der Binnenmarkt in Europa nicht nur zu einem wirtschaftlich starkem Europa, sondern erhöhte auch den politischen Einfluss Europas in der internationalen Gemeinschaft, da eine starke Interessenvertretung europäischer Unternehmen in Brüssel einheitliche Positionen und Forderungen der EU, beispielsweise gegenüber den USA, erst ermöglichen.

### Formierung zivilgesellschaftlichen Widerstands
Mit dem Multilateralen Abkommen über Investitionen ging die Industrie laut Lori Wallach noch einen Schritt weiter. Ziel dieses Abkommens war es, die Regierungen davon abzuhalten, Großkonzerne, Kapital und Investitionen zu regulieren. Von Aktivistengruppen wurde hier erstmals eine öffentliche Diskussion angeregt.
Begleitet von großem medialem Interesse, verhinderte der sich formierende zivilgesellschaftliche Widerstand auch die Ministerkonferenz der Wirtschafts- und Handelsminister der WTO in Seattle 1999.

### Erfolg des CEO: das Transparenzregister
Nach weiteren vergeblichen Versuchen des CEO, in der EU mehr Transparenz der Aktivitäten der Lobbyisten zu schaffen und den Einfluss dieser zu regulieren, fanden sie in Siim Kallas einen Unterstützer, der im Winter 2004/05 die Europäische Transparenzinitiative lancierte.
Vermutlich blockierte der Think Tank „Friends of Europe“ diese Initiative, so dass erst 2008 ein
Transparenz-Register eingeführt wurde, in dem sich Lobbyisten freiwillig eintragen können.
Craig Holman, der in den USA den Gesetzesentwurf „Honest Leadership and Open Government Act“ einbrachte, der ein ähnliches Register vorsieht und nach dem Korruptionsskandal um Jack Abramoff durchgesetzt wurde, warnt davor, die Ausmaße und den Einfluss von Lobbyisten in Brüssel nicht zu verharmlosen. Zum einen agiert die Lobby amerikanischer Konzerne auch in Brüssel und zum anderen ist ein derartiger Korruptionsskandal in der EU nicht ausgeschlossen.

### Think Tanks in Brüssel
Laut Olivier Hoedeman führt das Fehlen einer öffentlichen europäischen Debatte zur Entstehung von Think Tanks, die als Foren für Interessenvertretungen und Unternehmen wirken, die hier ihre Sichtweisen und Forderungen vertreten. Problematisch sind Think Tanks dahingehend, dass sie meist finanziell von Unternehmen abhängig sind. In der Regel werden Think Tanks oder Forschungsinstitute direkt von Konzernen gegründet, die Studien publizieren, deren Ergebnisse deckungsgleich mit den Interessen der Konzerne sind.

### Finanzkrise und Lobbyismus
Olivier Hoedeman und Erik Wesselius kritisieren das Vorgehen des Kommissionspräsidenten Barroso, der ein Expertengremium zur Lösung der Krise einsetzte, das aber hauptsächlich aus Vorstandsmitgliedern großer amerikanischer und europäischer Banken besteht.
Olivier Hoedeman stellt die Frage, ob nicht gerade die durch Lobbyisten durchgesetzte Liberalisierung und Deregulierung Ursache der Krise seien.
Pascal Kerneis unterstreicht abschließend die Notwendigkeit von klaren Regeln und Gesetzen.

## Produktion
The Brussels Business wurde von Steven Dhoedt (VisualAntics – Be) und Friedrich Moser (green + blue communication – Austria) produziert.

### Besetzung
- Pascal Kerneis, Geschäftsführer des European Services Forum
- Olivier Hoedeman, Mitarbeiter von Corporate Europe Observatory
- Erik Wesselius, Mitarbeiter von Corporate Europe Observatory
- Keith Richardson, Generalsekretär des European Round Table. (1988–1998)
- Maria Green Cowels, Politikwissenschaftlerin an der American University in Washington, D.C.
- Vicomte Étienne Davignon, EU-Industriekommissar (1977–1985), Mitglied des European Round Table (1986–2001)
- Sir Leon Brittan, EU-Handelskommissar (1993–1999)
- Lori Wallach, Aktivistin, Mitglied des Public Citizen. Washington, D.C.
- Craig Holman, Lobbyreformer, Mitglied des Public Citizen. Washington, D.C.
- Siim Kallas, Vizepräsident der Europäischen Kommission

## Rezeption

### Premieren
Der Film lief am 16. März 2012 zuerst in den österreichischen Kinos an und am 24. Juli 2012 in Deutschland. In Brüssel selbst war der Film ab 19. April 2012 in den Kinos zu sehen.

### Fernsehausstrahlung
Der Dokumentarfilm lief am 27. Januar 2013 um 23:05 Uhr zuerst auf ORF 2, am 12. Februar 2013 um 20.16 Uhr auf Arte. Wiederholungen auf Arte fanden am 24. Februar 2013 um 1:35 Uhr und am 5. März 2013 um 09:45 Uhr statt.

### Vermarktung
Auf arte.tv wurde eine Onlineplattform „The Brussels Business Online“ eingerichtet.

### Auszeichnungen
Der Film wurde mit dem Best Pitch at The Bips (Best International Project Showcase) in der Rubrik Crossmedia des Sunny Side of the Doc 2010 ausgezeichnet.

### Kritiken
„Im neuen Doku-Thriller The Brussels Business werfen der österreichische Regisseur Friedrich Moser und der belgische Co-Autor/Regisseur Matthieu Lietaert einen Blick hinter die Kulissen des in Brüssel liegenden Machtzentrums der EU und decken die im Geheimen ablaufenden Einflussnahmen von Wirtschaftskonzernen auf die politischen Prozesse innerhalb des europäischen Binnenmarkts auf. Während Vertreter der unterschiedlichsten Interessensgruppen zum Thema Lobbying zu Wort kommen, trägt vor allem die mit Spannung angereicherte Inszenierung des Dokumentarfilms dazu bei, die trockene Materie des komplexen, politischen Geschehens in Brüssel interessant und verständlich anmuten zu lassen.“

„Es geht Moser und Lietaert nicht darum, zu zeigen, wie Lobbyisten in Brüssel arbeiten. Dazu haben sie sich auch zu sehr auf die Industrie konzentriert. Leisten Gruppen wie Greenpeace keine Lobbyarbeit? Moser und Lietaert suchen Schuldige dafür, dass sich die EU anders entwickelt hat, als sie – die beiden Autoren dieses Films – es offenbar gern gesehen hätten. Ob sie sich vorstellen können, dass viele Europäer es anders sehen? „War es naiv, einen europäischen Traum zu haben?“, heißt es am Ende. „War es naiv, unseren europäischen Traum zu haben?“, müsste es wohl heißen.“